# Чемпионат мира по боксу 2009
15-й Чемпионат мира по боксу проходил в Милане (Италия). Первое место заняла в командном зачёте сборная России (2-4-2). Второе место заняла команда Италии (2-0-0), третье поделили спортсмены из Кубы (1-1-2) и Узбекистана (1-1-2), пятое — украинские (1-1-1) и монгольские (1-1-1) боксеры. По общему числу наград на первом месте также были россияне (8), на втором, с заметным отставанием — команды Кубы (4) и Узбекистана (4 медали).

## Медалисты
(по данным официальной базы Международной ассоциации любительского бокса)
| Весовая категория   | Золото                          | Серебро                     | Бронза                                               |
| ------------------- | ------------------------------- | --------------------------- | ---------------------------------------------------- |
| До 48 килограмм     | Пурэвдоржийн Сэрдамба Монголия  | Давид Айрапетян Россия      | Син Джон Хун Южная Корея Ли Цзячжао Китай            |
| До 51 килограмм     | Маквильямс Арройо Пуэрто-Рико   | Нямбаярын Тогсцогт Монголия | Ронни Беблик Германия Михаил Алоян Россия            |
| До 54 килограмма    | Детелин Далаклиев Болгария      | Эдуард Абзалимов Россия     | Джон Невин Ирландия Янкьель Леон Аларкон Куба        |
| До 57 килограммов   | Василий Ломаченко Украина       | Сергей Водопьянов Россия    | Оскар Вальдес Мексика Баходиржон Султанов Узбекистан |
| До 60 килограмм     | Доменико Валентино Италия       | Хосе Педраса Пуэрто-Рико    | Альберт Селимов Россия Коба Пхакадзе Грузия          |
| До 64 килограмм     | Роньель Иглесиас Сотолонго Куба | Фрэнки Гомес США            | Дьюла Кате Венгрия Уранчимэгийн Мунх-Эрдэнэ Монголия |
| До 69 килограммов   | Джек Кулчай-Кет Германия        | Андрей Замковой Россия      | Серик Сапиев Казахстан Ботиржон Махмудов Узбекистан  |
| До 75 килограмм     | Аббос Атоев Узбекистан          | Андраник Акопян Армения     | Виджендер Кумар Индия Альфонсо Бланко Венесуэла      |
| До 81 килограмм     | Артур Бетербиев Россия          | Эльшод Расулов Узбекистан   | Хосе Лардуэт Гомес Куба Абделькадер Буэниа Франция   |
| До 91 килограмма    | Егор Мехонцев Россия            | Осмай Акоста Куба           | Александр Усик Украина Джон Мбумба Франция           |
| свыше 91 килограмма | Роберто Каммарелле Италия       | Роман Капитоненко Украина   | Чжан Чжилэй Китай Виктор Зуев Беларусь               |